# Jao Ming
Jao Ming (kínai: 姚明; pinjin: Yáo Míng) (Sanghaj, 1980. szeptember 12. –) kínai profi kosárlabdajátékos. Az NBA első kínai, valamint egyik legmagasabb játékosa volt, a világon az egyik legismertebb távol-keleti sportoló.

## Pályafutása

### Kína
Ming profi karrierjét szülővárosában kezdte, amikor 1997-ben a Shanghai Sharks szerződtette.

### NBA
Magassága miatt kiemelkedett az ifjú tehetségek közül, 2002-ben elsőként draftolta a Houston Rockets. A csapat első számú centere lett, átlagosan meccsenként 19 pontot dobott és 9 lepattanót szerzett. Nyolc idényt húzott le a Houston Rockets játékosaként az észak-amerikai profi kosárlabda-bajnokságban (NBA). Sanghajban, 2011 júliusában hivatalosan is bejelentette visszavonulását.

### Válogatott

#### Az első két olimpia
Jao először a 2000-es olimpián szerepelt a nemzeti kosárcsapatban. A 2004-es athéni olimpián a megnyitón ő vitte Kína zászlaját. A csapat a negyeddöntőkig menetelt, Ming pedig jó teljesítményének köszönhetően bekerült az olimpiai kezdőötösbe.

#### 2006-os világbajnokság
A 2005–06-os NBA-szezon végén szerzett sérülése miatt kérdésessé vált a világbajnokságon való részvétel, ám felépült a torna kezdetére és a csapattal a legjobb 16 közé jutottak. Itt azonban az első körben a későbbi döntős Görögországtól szenvedtek vereséget. A vb legjobb pontátlagát Jao Ming érte el (25,3), lepattanók tekintetében pedig negyedik lett a hat mérkőzésen elért 54 lepattanójával.

#### 2008, Peking
A 2008-as pekingi olimpia megnyitó ünnepségén ismét Ming vitte hazája zászlaját. A kínai válogatott csak a negyeddöntőkig jutott, Jao Ming dobta a második legtöbb pontot mérkőzésenként (19-et) Pau Gasol mögött, és harmadik lett a meccsenkénti lepattanók számában (8,2).

## Mémek
A Please nevű mém (meme, mem) róla mintázták.